# Franke Sloothaak
Franke Sloothaak (Heerenveen, 2 de fevereiro de 1958) é um ginete de elite alemão, nascido na Holanda, especialista em saltos, bicampeão olímpico.

## Carreira
Franke Sloothaak representou seu país nos Jogos Olímpicos de 1996, na qual conquistou a medalha de ouro nos saltos individual e por equipes.